# 吴平 (1957年)
吴平（1957年3月—2014年6月12日），男，汉族，浙江杭州人，浙江农业大学土壤化学系研究生学历，国际水稻研究所（IRRI）（菲律宾）博士研究生，浙江大学教授、副校长。
2014年6月12日早上6点左右，杭州三墩镇绕城高速附近发生车祸，一辆运载大块圆木的大货车在行驶中发生侧翻，圆木将吴平所驾驶的奥迪轿车埋压，导致其当场死亡。监控视频显示事故是因吴平错过出口紧急变道而引发的。

## 学历
1978年10月至1982年8月就读于浙江农业大学土壤化学系。1985年9月至1988年8月就读浙农大土壤化学系硕士。1989年10月至1994年9月取得国际水稻研究所（IRRI）（菲律宾）博士研究生、博士后。

## 职业
1982年8月至1985年9月在浙江农科院土肥所工作。1986年7月加入中国共产党。1988年9月担任浙江农业大学经济技术开发公司经理。1995年12月晋升教授。1996年2月任浙江农业大学生物科技系系主任。1996年12月至1997年3月，以及1997年11月至1998年5月在美国德州农工大学合作研究。

### 浙大时期
1999年7月至2008年11月任浙江大学生命科学学院常务副院长。2007年6月任浙江大学校长助理。2008年1月兼任浙江大学政策研究室主任。2009年12月任浙江大学副校长。